# Wapen van Kenia
Het wapen van Kenia toont twee leeuwen die speren en een wapenschild vasthouden. Kenia nam dit wapen op 15 oktober 1963 in gebruik.
De speren en het schild zijn in de stijl van de Masai. Het schild is in de nationale kleuren zwart, rood, groen en wit; deze kleuren vormen ook de Keniaanse vlag. Het zwart staat voor de Keniaanse bevolking, het groen voor de landbouw en de natuurlijke hulpbronnen, het rood voor de onafhankelijkheidsstrijd en het wit voor eenheid en vrede. In het midden van het schild staat een haan die een bijl vasthoudt, hetgeen in de lokale traditie een nieuw en welvarend leven betekent.
Het schild en de leeuwen staan op het silhouet van Mount Kenya met op de voorgrond voorbeelden van Keniaanse landbouwproducten — koffie, pyrethrum, sisal, thee, maïs en ananas. Daaronder staat op een lint het nationale motto harambee, Swahili voor "samenkomst".
Algerije · Angola · Benin · Botswana · Burkina Faso · Burundi · Centraal-Afrikaanse Republiek · Comoren · Congo-Brazzaville · Congo-Kinshasa · Djibouti · Egypte · Equatoriaal-Guinea · Eritrea · Ethiopië · Gabon · Gambia · Ghana · Guinee · Guinee-Bissau · Ivoorkust · Kaapverdië · Kameroen · Kenia · Lesotho · Liberia · Libië · Madagaskar · Malawi · Mali · Marokko · Mauritanië · Mauritius · Mozambique · Namibië · Niger · Nigeria · Oeganda · Rwanda · Sao Tomé en Principe · Senegal · Seychellen · Sierra Leone · Soedan · Somalië · Swaziland · Tanzania · Togo · Tsjaad · Tunesië · Westelijke Sahara · Zambia · Zimbabwe · Zuid-Afrika · Zuid-Soedan
Afhankelijke gebieden:
Brits Territorium in de Indische Oceaan · Canarische Eilanden · Ceuta · Melilla · Madeira · Mayotte · Réunion · Sint-Helena · Tristan da Cunha